# ملعب جاينتس
ملعب جاينتس (بالإنجليزية: Giants Stadium)‏ هو ملعب كرة قدم متعدد الأغراض كان يقع في نيوجيرسي، الولايات المتحدة، بسعة  80,242 متفرج. تم إغلاقه وهدمه في عام 2010.

## التاريخ
تم وضع حجر الأساس للملعب في نوفمبر 30, 1972. افتتح الملعب في أكتوبر 10, 1976. تم إغلاقه في . في تم هدم هذا الملعب. كانت تكلفة إنشاء الملعب 78 مليون دولار.

## أهم الأحداث التي استضافها
- كأس العالم لكرة القدم 1994